# 立陶宛的基督教化

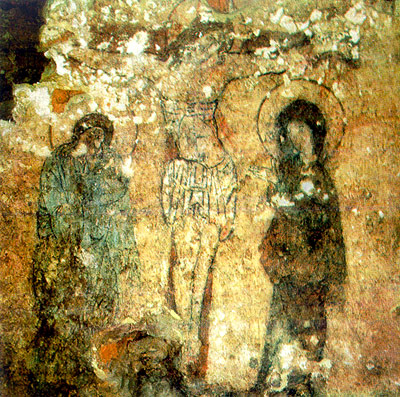
维尔纽斯主教座堂的壁画，测定绘于立陶宛的基督教化时期

立陶宛的基督教化是发生在1387年，由立陶宛大公与波兰国王雅盖沃与他的堂兄维陶塔斯领导的事件，这标志著欧洲最后的异教国家立陶宛正式接受基督教。这件事在历史上也结束了欧洲复杂而漫长的基督教化时期。

## 历史

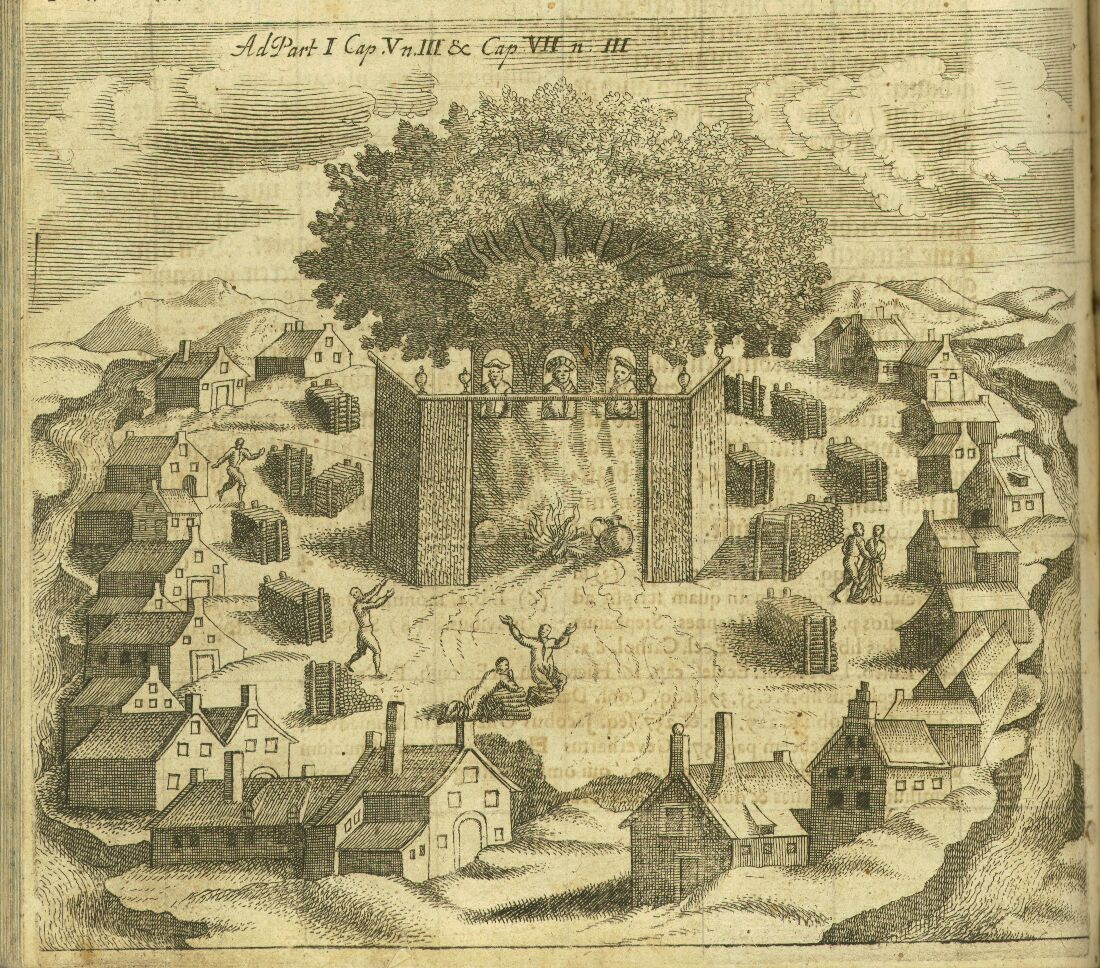
普鲁士的洛姆瓦(Romuva)（异教的神殿）

### 早期与东正教的交往
立陶宛人早在他们的国家的形成初期就与基督徒进行过广泛的交流。立陶宛第一次被提及是在1009年（在奎德林堡编年史中）与由奎尔弗特的布鲁诺领导的天主教传教士在立陶宛边界不远处的出行有关系，在那时，有一些约特温基亚统治者受洗。虽然，立陶宛和自基辅罗斯基督教化后信仰东正教的基辅罗斯与随后的东斯拉夫国家的关系更为密切。
立陶宛的公爵向东方扩张领土，受到了更多文化繁荣的斯拉夫国家的影响。他们的下属和人民遵照他们的模范，举例来说，很多基督徒教名的东斯拉夫版本在11世纪至12世纪时传入立陶宛。这种传入在异教民族奥克施泰提亚人中变得很广泛，虽然比萨莫吉希亚还要差一点。东正教在信奉异教的立陶宛文化中的影响在三分之一的立陶宛姓的起源来自古教会斯拉夫语教名中可以体现出来。另外，立陶宛语中“教堂”、“施洗”、“圣诞节”和“受戒”被归为“俄语借词”，而非波兰借词。

### 明道加斯的洗礼
出现于立陶宛边界附近，属于利沃尼亚骑士团的僧侣国对国教的选择颇为急促。第一位采纳西方基督教的立陶宛大公是明道加斯，但是他的外甥与竞争对手陶特维拉斯早在1250年就做到了这一点。翻译自德语的已知的第一本天主教祈祷文就在他的统治时代内翻译完成。

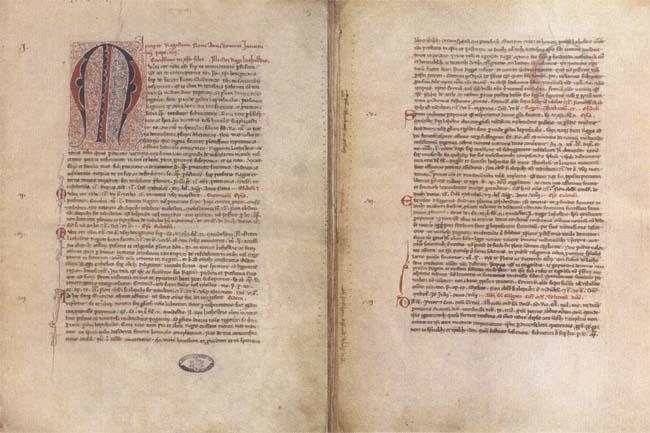
教宗英诺森四世敕书，关于立陶宛归罗马主教管辖与明道加斯的洗礼和加冕的事情

1249年，陶特维拉斯的盟友哈里希的丹尼尔进攻那瓦赫鲁达克。1250年，陶特维拉斯的另一个盟友利沃尼亚骑士团组织了对那尔施亚的突袭和明道加斯在正统立陶宛的版图。来自两边的进攻，并面对别处可能的动乱，明道加斯处在了一个极其不利的位置上，但是运用利沃尼亚骑士团和里加主教区的冲突让他获利。在1250年或1251年，明道加斯同意受洗，并交出西立陶宛一些地区的统治权，而做为回报，他得到了王权。
明道加斯和他的家庭在1250年或1251年通过天主教仪式受洗。1251年7月17日，教宗英诺森四世发表教宗诏书，宣布立陶宛为王国并归罗马主教（即教宗）管辖。明道加斯和他的夫人摩尔塔在1253年夏季的某天加冕，而且正式的基督教国家立陶宛王国成立。即使成为了基督徒，明道加斯也并没停止为他自己的神的祭献。在明道加斯于1261年否定基督教并将所有基督徒驱逐出立陶宛后，立陶宛大公国失去了西方基督教国家的身份。尽管规定了家庭的洗礼，自从没有成功皈依它的居民后，立陶宛也没有成为真正的基督教国家；立陶宛人和萨莫吉希亚人依然信奉他们祖先的宗教。

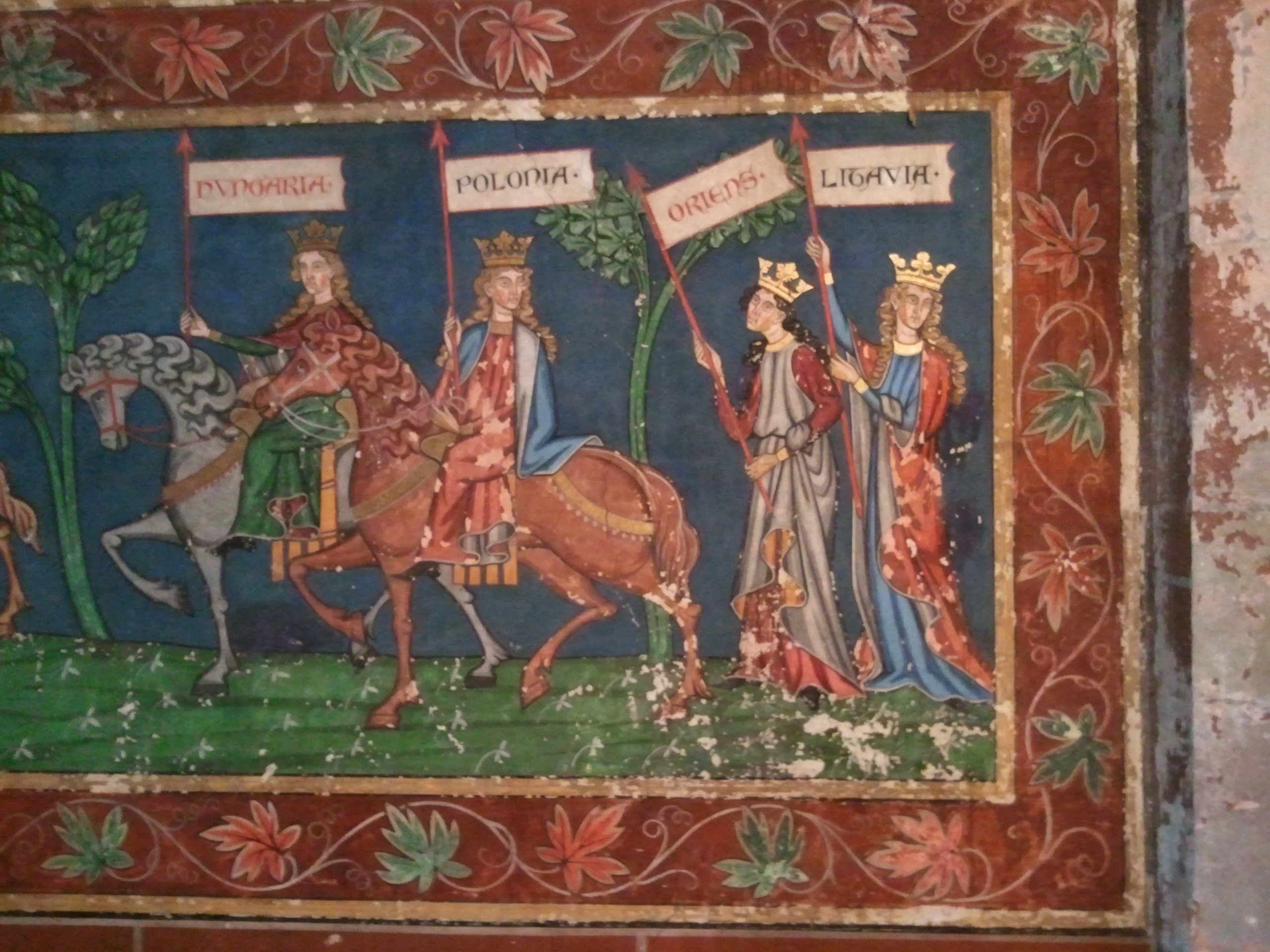
斯特拉斯堡圣皮埃尔-勒-耶尼教堂的壁画，描述15个欧洲民族皈依基督教的先后顺序。立陶宛在最后。

### 在东方和西方之间摇摆不定
明道加斯的继任者通过他的计划来看，可以看出他并不对此事表现出兴趣。立陶宛在天主教和东正教之间摇摆了几十年。“对格迪米纳斯和阿尔吉尔达斯而言，保留异教是一种外交工具和武器……这允许他们运用将来会皈依的承诺，作为保存他们力量和独立的手段。”大公阿基尔达斯追求一种“动态平衡”。他在他的任期内，自始至终都在戏弄阿维尼翁教廷和君士坦丁堡与对皈依的勘察；几个关于立陶宛皈依基督教的谈判的尝试都失败了。
为了避免与条顿骑士团的进一步冲突，在1349年，立陶宛共治者科斯图提斯开始与教宗克萊孟六世展开关于皈依的谈判，并让教宗证实他与他儿子的王权合法。阿基尔达斯欣然地在一边保留意见，并关心立陶宛鲁塞尼亚部分的骑士团。谈判的中间人，波兰国王卡齐米日三世与1349年10月在沃尔希连和布列斯特发动突袭，让科斯图提斯的计划破灭。在针对沃尔希连的波兰立陶宛战争期间，国王拉约什一世在1351年8月15日向科斯图提斯提交和平协议，在其中科斯图提斯需要亲自接受基督教，并为匈牙利王国提供军事援助，交换王权。科斯图提斯在异教仪式（掷刀杀牛）下接受协议，为了让另一方明白。事实上，科斯图提斯忍受不了协议的要求，并在他们前往布达的路上离开了。
到14世纪，立陶宛大公国成为了基辅罗斯西方领土的继承者。虽然它的统治者是异教徒，它的大部分居民为斯拉夫人，东正教徒。为使他们在这些地区的统治合法，立陶宛王族常常与信奉东正教的东欧贵族留里克家族结婚，成为留里克家族的一员。做为回报，一些立陶宛统治者皈依东正教，例如一些儿童（斯威特里盖拉）和成人。第一位是在位于新格鲁多克附近，并在后来建立女修道院的拉夫拉舍夫的东正教修道院宣誓成为修道士的明道加斯子嗣崴舍加。

### 雅盖沃和维陶塔斯领导下的基督教化
最后对立陶宛基督教化的尝试由雅盖沃发起。雅盖沃的俄国人母亲鼓励他与要他皈依东正教，并让立陶宛为莫斯科大公国封地的德米特伊·东斯科伊的女儿索菲亚结婚。但是那个选择不过是不切实际的，而且它不能令条顿骑士团针对立陶宛的十字军停下来。雅盖沃因此接受波兰的建议，皈依天主教并与女王雅德维加结婚。在这些和其他关系上，雅盖沃于1385年8月14日在克列瓦城堡，同意接受基督教，并签署克列瓦条约。
雅盖沃于1386年2月15日在克拉科夫瓦维尔主教座堂准时受洗，并成为波兰国王。受洗之后，雅盖沃的宫廷成员与骑士也皈依了基督教，例如雅盖沃的兄弟卡里盖沃，维甘塔斯，斯威特里盖拉和堂兄维陶塔斯。雅盖沃派波兹南主教多布罗格斯特为教皇乌尔班六世的特使，并请愿建造维尔纽斯主教座堂，并任命安德热·瓦希尔克建造。

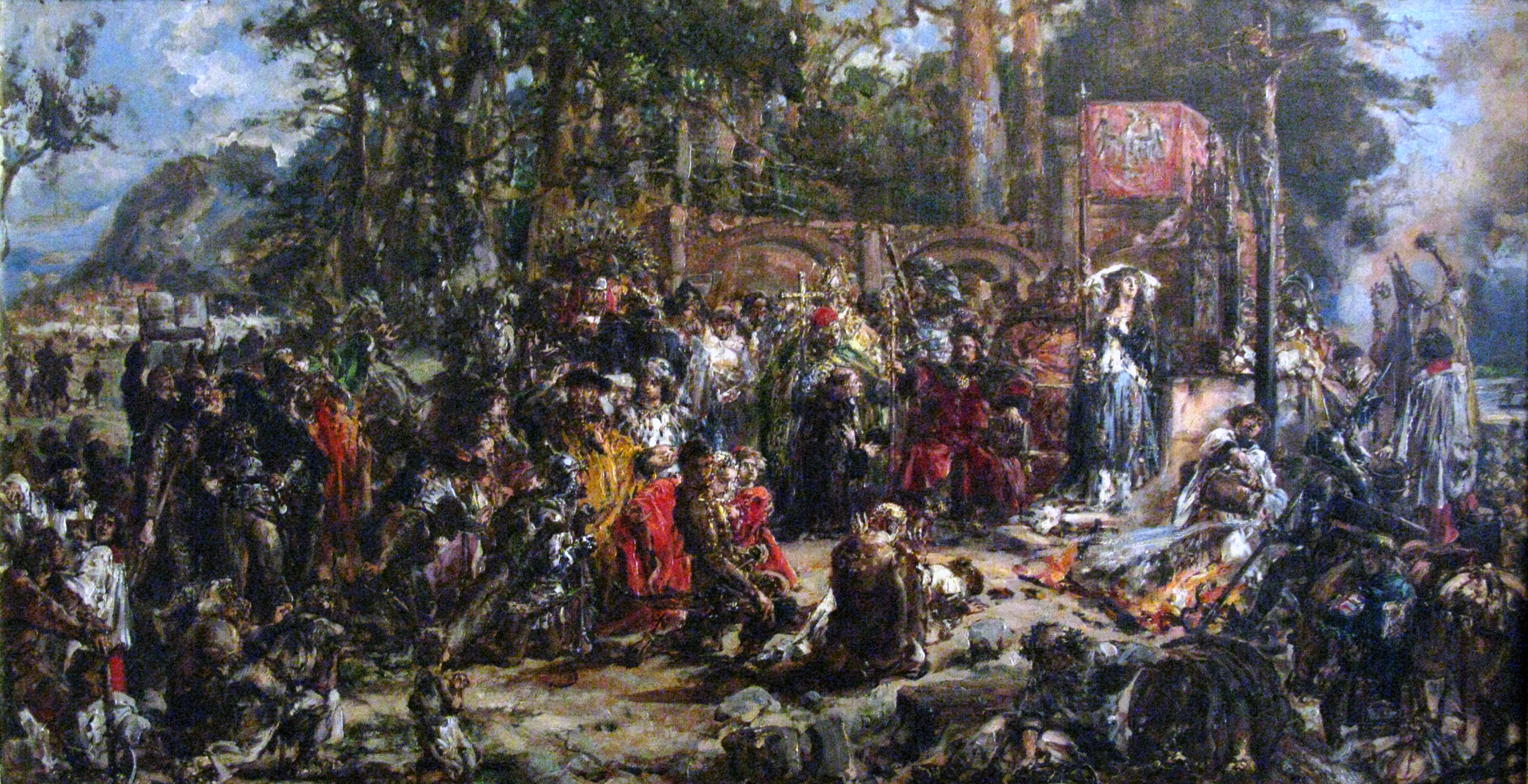
“立陶宛的洗礼”，由扬·马特耶科绘

雅盖沃于1387年2月回到立陶宛。贵族与他们的农民的洗礼首先在首都维尔纽斯和它的附属地区举行。奥克施泰提亚的贵族与一些农民在春季受洗，由立陶宛贵族的其他人跟随受洗。教区在立陶宛民族地区建立，并且在1387年在异教神殿的废墟上建造了新的维尔纽斯主教座堂。据有精确性争议的扬·杜戈施的消息中，第一批教区座堂建立于立陶宛异教村镇维尔克梅格，麦沙加拉，利达，尼门希尼，克列瓦，海纳和阿波尔齐，它们也都属于雅盖沃的遗产。在1389年4月19日，教皇乌尔班六世承认立陶宛为天主教国。
萨莫吉希亚是最后被基督教化的民族地区，其在1413年被基督教化，因为条顿骑士团在格伦瓦德之战的战败和后来的索恩休战，萨莫吉希亚再次回到立陶宛。在1413年11月，维陶塔斯独自一人出行尼曼河和杜比撒，抵达卑提加拉郊外，在那里他亲自为第一批萨莫吉希亚人施洗。在1416年，开始在萨莫吉希亚建造教区座堂。萨莫吉希亚教区于1417年10月23日成立，而查基的马特西亚成为萨莫吉希亚的第一位主教。主教座堂于1464年左右在梅德宁凯建造。

## 后续
虽然立陶宛民族地区的贵族主要皈依天主教，异教对农民的影响依然很大。异教文化在立陶宛人之间依然盛行了很长时间，并在地下流传，同时天主教会也被看作问题。自17世纪起，因为反宗教改革，天主教获有利地位。
基督教化和它的政治含义对立陶宛的历史产生极大的影响。因为立陶宛大公国正统立陶宛以外的地区的绝大多数居民信奉东正教，而且精英渐渐皈依为天主教，宗教矛盾日益加剧。一些信仰东正教的格迪米尼兹家族成员离开立陶宛，前往俄国，在那里他们引起例如戈利岑和特鲁贝茨科伊等的家族的产生。居住于现在乌克兰和东白俄罗斯的东正教居民经常支持来自俄国的统治者，而他们被描述为东正教的捍卫者。这些看法促成了例如维德罗莎之战这类的战役的逆转，这也削弱了大公国的国力，并削弱了其作为东欧有力统治力量的地位的削弱。
另一方面，皈依为天主教为立陶宛融入西欧文化范围提供了方便，并为立陶宛和波兰确定卢布林联合，构成政治联盟铺平了道路。